# Scott G. Anderson
Scott G. Anderson (* 1972 in England) ist ein britischer Filmschauspieler.

## Leben
Scott G. Anderson wirkte 1997 im Welterfolg Titanic als Ausguck Frederick Fleet mit. Es folgten eine Reihe von Nebenrollen in Spielfilmen und Serien, so als „Scott McHale“ im Thriller Memory – Wenn Gedanken töten, als Killer in Motel sowie als „Connor Malone“ in der Serie Sons of Anarchy. In Pirates of the Caribbean: Salazars Rache spielte er 2017 einen britischen Offizier und 2019 „Ray Barnes“ in The Informer.

## Filmografie (Auswahl)
- 1997: Titanic
- 1998: Titanic: Breaking New Ground (Dokumentarfilm)
- 2000: Shot at Glory – Das Spiel ihres Lebens (A Shot at Glory)
- 2003: Ein Hauch von Himmel (Touched By An Angel, Fernsehserie, Folge Private Eyes)
- 2006: Memory – Wenn Gedanken töten (Memory)
- 2007: Motel (Vacancy)
- 2008: Motel: The First Cut
- 2009: Moonlight Serenade
- 2010: The Reapers
- 2013–2014: Sons of Anarchy (Fernsehserie, 10 Folgen)
- 2015: Black Mass
- 2017: Pirates of the Caribbean: Salazars Rache (Pirates of the Caribbean: Dead Men Tell No Tales)
- 2017: Feinde – Hostiles (Hostiles)
- 2019: The Informer